# Hrvatski vukovci
Hrvatski vukovci bili su skupina hrvatskih jezikoslovaca koja je aktivna od kraja 19. do početka 20. stoljeća. Njihov rad fokusirao se na standardizaciji hrvatskog jezika. Predvodio ih je Tomislav Maretić, a najistaknutiji članovi bili su: Franjo Iveković, Ivan Broz, Pero Budmani, Armin Pavić, Vatroslav Rožić i drugi.
Za vrijeme djelovanja vukovaca, pitanje dijalektalne osnove za književni jezik još uvijek nije bilo riješeno. Vukovci su podržavali novoštokavski jekavski dijalekt (istočnohercegovački dijalekt), koji je zapisao Vuk Stefanović Karadžić, a opisao Đuro Daničić. Oni su zagovarali fonološki pravopis. Kroz svoje položaje u Jugoslovenskoj akademiji znanosti i umjetnosti i Sveučilištu u Zagrebu, ostvarivali su utjecaj na standardizaciju hrvatskog jezika.
Objavili su tri fundamentalna djela:
- Hrvatski pravopis, Ivan Broz (1892.)
- Gramatika i stilistika hrvatskoga ili srpskoga jezika, Tomislav Maretić (1899.)
- Rječnik hrvatskog jezika, Franjo Iveković i Ivan Broz (1901.)

Zbog političkih razloga, kao i zbog profesionalne kompetencije, krajem 19. stoljeća bile su dominantne standardološke i pravopisne konvencije koje su uveli i zagovarali vukovci i oblikovale su tijek jezične standardizacije u Hrvatskoj u prvoj polovici 20. stoljeća. U svojim normativnim radovima (Brozov pravopis, Maretićeva gramatika i Broz-Ivekovićev rječnik) doprinijeli su konačnom formiranju standardnog hrvatskog na osnovi novoštokavskog dijalekta.